# 核糖1-脱氢酶 (NADP+)
核糖1-脱氢酶 (NADP+)（EC 1.1.1.115 （页面存档备份，存于）），是一种以NAD+或NADP+为受体、作用于供体CH-OH基团上的氧化还原酶。这种酶能催化以下酶促反应：
D-核糖 + NADP+ + H2O {\displaystyle \rightleftharpoons } D-核糖酸 + NADH + H+
核糖1-脱氢酶 (NADP+)也能与木糖等五碳糖反应，但反应速率较慢。